# Mary Had a Little Lamb
«Mary Had a Little Lamb» — американская детская песня XIX века. Включена в Индекс народных песен Роуда под номером 7622.
В основе песни лежит стихотворение для детей американской писательницы Сары Джозефы Хейл. Оно было впервые напечатано 24 мая 1830 года бостонской издательской компанией Marsh, Capen & Lyon. В основе его — реальный случай: девочка по имени Мэри Сойер (по предложению своего брата) привела с собой в школу ягнёнка.
Также существует альтернативная теория, что стихотворение было написано молодым человеком по имени Джон Ролстон (англ. John Roulstone), который тогда учился на священника. Он пришёл с визитом в школу в тот день, когда Мэри пришла туда с ягнёнком и вызвала беспорядок.
На музыку стихотворение положил Лоуэл Мейсон (англ. Lowel Mason) где-то в 1830-х годах.
В 1877 году Томас Алва Эдисон, пропев эту песню в изобретённый им фонограф, сделал первую в истории проигрываемую звукозапись.